# 赵萌 (艺术家)
赵萌（1957年6月28日—2019年7月18日），河南开封人，中国艺术家、艺术教育家，清华大学美术学院原党委书记，全国劳动模范。1982年9月毕业于中央工艺美术学院特艺系，后留校任教。